# El rostro tocado por la pena
El rostro tocado por la pena (en francés Le visage effleuré de peine) es una nouvelle de fantasía  escrita por Gisèle Prassinos, autora francesa de origen griego que vivió entre 1920 y 2015. Publicada en Francia por la editorial Grasset en 1964, la obra aborda la tensión entre la realidad y la ficción, con una perspectiva crítica ante las rígidas normas sociales, especialmente las defendidas por la sociedad burguesa de la época.

## Sinopsis
Essentielle es una joven con mucha imaginación a la que casan por poderes con un erudito mayor que ella, un hombre con el «rostro tocado por la pena» que porta un cerebro mecánico.
La muchacha, aburrida con su nueva vida, solitaria debido al encierro intelectual de su marido, decide escapar. Sin embargo, el erudito descubre su plan de huida y su cerebro se avería por la incapacidad de procesar sus emociones. Essentielle se arrepiente y decide hacer todo lo que esté en sus manos para reparar ese cerebro artificial y recuperar a su esposo.

## Ediciones
- En francés:
  - Grasset (1964)[1]
  - Cardinal (2000). Editado por Annie Richard[2] y con la nouvelle inédita Les machines c'est différent.
  - Zulma (2004, 2015)
- En español:
  - Libros de la Ballena (2023)